# Clément Champoussin
Clément Champoussin (29 de maio de 1998 em Nice), é um ciclista francês, membro da Ag2r La Mondiale.

## Carreira aficionado
Após ser campeão da França em BTT, começa o ciclismo de estrada em 2017 com a equipa Chambéry Cyclisme Formation. Em 2018, participa na Volta de l'Avenir onde termina quinto, e quarto em 2019. Em setembro, consegue o Volta do Frioul-Véneto Julienne e termina segundo da Giro de Lombardia Esperanças com a equipa Chambéry, depois ele entra como estagiário na equipa Ag2r La Mondiale com a qual participa em algumas corridas da UCI Europe Tour em outubro, terminando sobretudo nono da Volta de Piamonte, vencido por Egan Bernal.

### Carreira profissional
Em abril de 2020, apanha a equipa WorldTour Ag2r La Mondiale.

## Palmarés em estrada

### Por ano
- 2016
  - 1.ª etapa da Volta PACA juniores
  - 1.ª etapa do Prêmio da cidade de Aubenas
- 2018
  - Grande Prêmio Hyper Ou
  - 2.º da Ruota d'Oro
  - 3.º da Giro de Lombardia Esperanças
  - 3.º do Troféu Gianfranco Bianchin
- 2019
  - 1.ª etapa da l'Orlen Nations Grand Prix (contrarrelógio por equipas)
  - Volta do Frioul-Véneto Julienne :
    - Classificação geral
      - 1.ª (contrarrelógio por equipas) e 4. ª etapas

  - Transversale des As de l'Ain
  - Cirié-Pian della Mussa
  - 2.º da Giro de Lombardia Esperanças
  - 3.º do Ronde de Isard
  - 3.º do Grande Prêmio Priessnitz spa
  - 4.º da Volta de l'Avenir

### Classificações mundiais
| Ano             | 2017   | 2018  |
| UCI Europe Tour | 1 744. | 426.º |

## Palmarés em BTT
- 2016
  -  Campeão da França de cross-country juniores

## Distinções
- Vélo d'Or français esperanças : 2018 e 2019